# Cuộc bao vây Căn cứ biên giới Luhansk
Cuộc bao vây căn cứ biên giới Luhansk diễn ra trong hai ngày tại một căn cứ biên giới Ukraina nằm ở ngoại ô thành phố Luhansk. Nó đã xảy ra từ ngày 2 tháng 7 đến ngày 4 tháng 7 năm 2014.

## Bối cảnh
Sau khi kết thúc cuộc cách mạng Ukraina năm 2014, miền đông Ukraina đã trải qua các cuộc biểu tình ủng hộ Nga. Các tòa nhà chính phủ đã bị chiếm đóng ban đầu, nhưng vào ngày 6 tháng 4, văn phòng Cục An ninh của Ukraina ở Luhansk đã bị người biểu tình chiếm đóng. Vào ngày 29 tháng 4, nhiều tòa nhà quan trọng khác, chẳng hạn như các tòa nhà Hành chính Nhà nước khu vực và văn phòng công tố đã bị chiếm giữ.  Phe ly khai thân Nga đã sớm mở rộng quyền kiểm soát sang các thành phố khác và tổ chức trưng cầu dân ý vào ngày 11 tháng 5 năm 2014, theo họ cho thấy 96% cử tri ủng hộ Luhansk độc lập. Biên giới với Luhansk trải qua một làn sóng người Nga đang cố gắng vượt qua Ukraina để gia nhập phe ly khai, với nhiều nỗ lực bị đẩy lùi.